# Mormaço
Mormaço är en kommun i Brasilien.   Den ligger i delstaten Rio Grande do Sul, i den södra delen av landet, 1 500 km söder om huvudstaden Brasília. Antalet invånare är 2 749. Arean är 146 kvadratkilometer.
Terrängen i Mormaço är lite kuperad.
Trakten runt Mormaço består till största delen av jordbruksmark. Runt Mormaço är det glesbefolkat, med 9 invånare per kvadratkilometer.